# Tarasivka, Iarmolînți
Tarasivka (în ucraineană Тарасівка) este localitatea de reședință a comunei Tarasivka din raionul Iarmolînți, regiunea Hmelnîțkîi, Ucraina.

## Demografie
Componența lingvistică a localității Tarasivka
     Ucraineană (99,7%)
     Alte limbi (0,3%)
Conform recensământului din 2001, majoritatea populației localității Tarasivka era vorbitoare de ucraineană (99,7%), existând în minoritate și vorbitori de alte limbi.